# Skid Row (альбом)
Skid Row — дебютный студийный альбом американской группы Skid Row, изданный в 1989 году.
Первый альбом американской группы Skid Row, изданный в 1989 году, был назван именем коллектива, в становлении которого участвовал уже очень известный к тому времени Джон Бон Джови, не впервые проявивший интерес к продвижению так называемых «глэмовых» рок-групп.
Первый альбом группы сегодня является самым мягким и легко доступным массовому слушателю, что привело группу на вершины хит-парадов. Он разошёлся тиражом более, чем в 3 млн экземпляров.
В поддержку дебютного альбома был организован мировой гастрольный тур, охвативший, среди прочего, США, Японию и СССР (выступление на Moscow Music Peace Festival).
Выход дебютного альбома сопровождался съёмками клипов на композиции 18 And Life, Remember You, Piece of Me, Youth Gone Wild. Skid Row после выпуска первого альбома выступали совместно с Bon Jovi, Cinderella, Metallica, Guns N’Roses, Gorky Park, Ozzy Osbourne и многими другими группами.

## Значение
В марте 2023 года группа авторов американского издания Rolling Stone включила песню «Youth Gone Wild» данного альбома в список «100 величайших хеви-метал песен всех времён». В этом рейтинге она заняла 75-ю позицию, заметку о ней составил Адриан Бегранд.

## Список композиций
| №   | Название                    | Автор(ы)                                         | Длительность |
| --- | --------------------------- | ------------------------------------------------ | ------------ |
| 1.  | «Big Guns»                  | Rachel Bolan, Scotti Hill, Dave Sabo, Rob Affuso | 3:36         |
| 2.  | «Sweet Little Sister»       | Bolan, Sabo                                      | 3:10         |
| 3.  | «Can’t Stand the Heartache» | Bolan                                            | 3:24         |
| 4.  | «Piece of Me»               | Bolan                                            | 2:48         |
| 5.  | «18 and Life»               | Bolan, Sabo                                      | 3:50         |
| 6.  | «Rattlesnake Shake»         | Bolan, Sabo                                      | 3:07         |
| 7.  | «Youth Gone Wild»           | Bolan, Sabo                                      | 3:18         |
| 8.  | «Here I Am»                 | Bolan, Sabo                                      | 3:10         |
| 9.  | «Makin’ a Mess»             | Sebastian Bach, Bolan, Sabo                      | 3:38         |
| 10. | «I Remember You»            | Bolan, Sabo                                      | 5:10         |
| 11. | «Midnight/Tornado»          | Matt Fallon, Sabo                                | 4:17         |

## Участники записи
- Себастьян Бах — вокал
- Дэйв «Снэйк» Сабо (Dave «The Snake» Sabo) — гитара
- Скотти Хилл (Scottie Hill) — гитара
- Рэйчел Болан (Rachel Bolan) — бас-гитара
- Роб Аффузо (Rob Affuso) — ударные

## Сертификации
| Регион                                                      | Сертификация  | Продажи    |
| ----------------------------------------------------------- | ------------- | ---------- |
| Австралия (ARIA)                                            | Платиновый    | 70 000^    |
| Канада (Music Canada)                                       | 5× Платиновый | 500 000^   |
| Япония (RIAJ)                                               | Платиновый    | 200 000^   |
| Великобритания (BPI)                                        | Золотой       | 100 000^   |
| США (RIAA)                                                  | 5× Платиновый | 5 000 000^ |
| ^ Данные о тиражах приведены только на основе сертификации. |               |            |